# Stefan Piotrowski (weterynarz)
Stefan Piotrowski (ur. 27 kwietnia 1881 w Dziekanowicach, zm. 20 marca 1942 w więzieniu Plötzensee) – polski lekarz weterynarii, powstaniec wielkopolski, działacz Stronnictwa Narodowego i członek ruchu oporu podczas II wojny światowej, ofiara niemieckiego nazizmu.

## Życiorys
Pochodził z rodziny rolniczej. Był synem Franciszka i Antoniny Quanz. Uczył się w szkole w Dziekanowicach, do 1902 w progimnazjum w Trzemesznie oraz w gimnazjum w Gnieźnie, gdzie wstąpił do tajnego Towarzystwa Tomasza Zana i pełnił tam funkcję bibliotekarza. W wyniku donosu rozpracowano organizację i wydalono go ze szkoły. 9 czerwca 1903 skazano go na tydzień więzienia i zakaz nauki w szkołach średnich na terenie Niemiec. Rozpoczął studia weterynaryjne w Giessen, gdyż nie oczekiwano tam matury. 3 lipca 1906 uzyskał dyplom lekarza weterynarii w Monachium. Po odbyciu praktyki w Niemczech wrócił na ziemie polskie i zamieszkał w Dolsku.
W trakcie I wojny światowej był wcielony do armii pruskiej w stopniu kapitana. Służył w Poznaniu i na Śląsku. Po wybuchu powstania wielkopolskiego przystąpił do 2. Dywizji Strzelców Wielkopolskich. Potem służył w 15. Pułku Artylerii Polowej, gdzie dosłużył się stopnia rotmistrza. Do rezerwy odszedł w 1920, a w 1921 otworzył praktykę weterynaryjną obejmującą powiat poznański. Miał opinię jednego z najlepszych weterynarzy w Wielkopolsce.
W 1923 był współzałożycielem Zrzeszenia Lekarzy Weterynarii Rzeczypospolitej Polskiej. Był tam członkiem zarządu i prezesem oddziału poznańskiego (do 1937). Doktoryzował się w 1925 na Akademii Medycyny Weterynaryjnej we Lwowie (praca Szmery maciczne u ciężarnych klaczy i krów – promotorem był prof. Zygmunt Markowski). Reprezentował Polskę na II Międzynarodowym Kongresie Weterynaryjnym w Londynie w 1930. Od 1934 do 1939 wchodził w skład Rady Weterynaryjnej przy Ministrze Rolnictwa i Reform Rolnych. 
Był działaczem harcerskim, radnym miasta Poznania, ławnikiem do spraw kultury i sztuki w magistracie poznańskim, członkiem Poznańskiego Sejmiku Wojewódzkiego, od 1931 do 1935 prezesem Stronnictwa Narodowego na powiat poznański, a w latach 1931–1932 prezesem struktur tej partii na Poznań-Śródmieście. W 1937 został kierownikiem zarządu okręgowego Zjednoczenia Zawodowego „Praca Polska”.
Zaraz po wkroczeniu Niemców do Poznania w 1939 powołał do życia w Poznaniu Narodową Organizację Bojową (konspiracyjną komórkę Stronnictwa Narodowego). Był tam zastępcą prezesa, Antoniego Wolniewicza. Był też zastępcą Delegata Rządu na Ziemie Zachodnie, Adolfa Bnińskiego. W wyniku dekonspiracji po zdradzie Zenona Ciemniejewskiego aresztowano go w Poznaniu 18 stycznia 1941. Był więźniem Fortu VII, a potem więźniem we Wronkach, Zgorzelcu i Berlinie. W tej ostatniej placówce napisał w 1942 pracę o wypadaniu pochwy i pęcherza u bydła, którą Niemcy przekazali rodzinie po jego zabójstwie. W dniach 17–18 grudnia 1941 osądził go niemiecki sąd specjalny w Poznaniu. Skazano go na śmierć poprzez ścięcie za „przygotowanie zdrady”. Wyrok wykonano 20 marca 1942 o godzinie 5:50 w więzieniu Plötzensee na terenie Berlina. Jego rodzinę wysiedlono na Lubelszczyznę.

## Rodzina
Jego żoną była Jadwiga z Tomaszewskich, mieli czworo dzieci: Danutę, Janusza, Bogdana i Halszkę, która służyła w I Korpusie Polskim we Włoszech.

## Upamiętnienie
Imię Stefana Piotrowskiego nosi poznańska Lecznica dla Zwierząt, gdzie wisi tablica pamiątkowa ku jego czci. Druga tablica umieszczona jest w krużgankach kościoła Najświętszej Maryi Panny Królowej Różańca Świętego w Poznaniu (dominikanów).